# Sarissola
Sarissola (Séiseua o Saiseua in ligure) è una frazione del comune di Busalla, nella città metropolitana di Genova. Posizionata a 376 m sul livello del mare, lungo la sponda destra del fiume Scrivia, è posta a 2 km dal capoluogo comunale sulla strada provinciale 9 che collega Busalla con Crocefieschi. Con circa 2 500 abitanti è la frazione del comune più popolata dopo il capoluogo, nonché uno dei centri abitati più popolosi dell'intera alta valle Scrivia.
Il territorio, prettamente di campagna e con un caratteristico piccolo e antico centro storico, è sito tuttavia in prossimità di industrie quali la raffineria IPLOM e ospita l'industria metalmeccanica TI Automotive, nonché altre minori aziende che costituiscono il tessuto industriale e commerciale della città. L'IPLOM in passato ha creato problemi di inquinamento ambientale e talvolta pericolo per la popolazione (si ricordano a tal caso gli incendi alla raffineria IPLOM del settembre 2005 e agosto 2008).

## Storia
Il borgo di Sarissola è citato per la prima volta in un documento del 15 aprile 1192 così come Busalla. Il paese, con la locale chiesa parrocchiale di San Giorgio, inserita in seguito nei territori della diocesi di Tortona, è ben visibile in una mappa del XVII secolo conservata nell'archivio del Comune di Busalla.
Sarissola in origine era costituita da diverse frazioni: Sarissola vera e propria (o Sarissola Alta), la Costa e Prele più altri nuclei minori, con la chiesa parrocchiale in posizione isolata in mezzo. Attualmente, soprattutto dopo l'urbanizzazione del dopoguerra, tali frazioni si sono fuse in un unico agglomerato urbano, peraltro con spazi di verde privato ancora esistenti.
Fino al 1605 Sarissola e Busalla costituivano una sola parrocchia, con sede appunto a Sarissola; in quell'anno venne costituita la nuova parrocchia busallese, poi passata alla diocesi di Genova. Le due comunità, pur facendo parte dello stesso feudo, da quel momento risultarono divise.
Fanno parte del territorio della parrocchia di Sarissola anche le due piccole frazioni degli Olivieri e di Salvarezza.

## Monumenti e luoghi d'interesse

### Architetture religiose
- Chiesa parrocchiale di San Giorgio. Risalente forse al IX e X secolo su fondazione da parte dei monaci di San Colombano di Bobbio come dipendenza dall'abbazia di Precipiano[2], viene ricordata in una bolla papale del 1196 di papa Celestino III; l'ultimo ampliamento è datato al 1913[2]. Al suo interno è possibile ammirare l'Annunciazione di Bernardo Castello. Per il patrocinio di san Giuseppe, ogni anno viene svolta una festa nella prima domenica di maggio.

### Architetture civili
- Villa Bozano. Nota villa di Sarissola, appartenente alla famiglia Bozano, fu costruita tra il 1914 e il 1926. Ospitò in villeggiatura il cantautore Fabrizio De André e il comico Paolo Villaggio[3].
- Villa Conti, ex sede del Comando Brigata della Guardia di Finanza.
- Villa Nattini.
- Villa Sturlese edificata nel 1915.

## Cultura

### Eventi
È conosciuta per:
- La Superfiera Campestre nel primo fine settimana di settembre[4]

## Infrastrutture e trasporti
La frazione è servita dagli autobus extraurbani dell'AMT, che la collegano a Busalla, Crocefieschi, Vobbia e Vallenzona